# Apologetyka totalna
Apologetyka totalna – tytuł dwutomowego dzieła Wincentego Kwiatkowskiego oraz jego system naukowej apologetyki chrześcijańskiej. Dzieli się na apologetykę teoretyczną i stosowaną.

## Geneza
System apologetyki totalnej wiąże się z działalnością dydaktyczną Wincentego Kwiatkowskiego, który prowadził wykłady na Wydziale Teologii Katolickiej Uniwersytetu Warszawskiego. Kwiatkowski podzielił swoje tygodniowe pensum wykładowe na dwa traktaty (części) – krótszy i dłuższy. Traktaty te utworzyły podwaliny pod nowy system apologetyczny. Około 1930 roku Kwiatkowski dysponował siedmioma monografiami analitycznymi, które postanowił scalić w jeden traktat apologetyczny. Na VI Zjeździe Zakładów Teologicznym w Poznaniu w 1931 roku Kwiatkowski wygłosił wykład pt. „Zagadnienie apologetyki syntetycznej”, natomiast w latach 1937–1938 wydał dwie monografie pod wspólnym tytułem „Apologetyka totalna”. Maszynopis trzeciego tomu pt. „Teoria poznania religijnego w chrystianizmie. Apologetyka totalna, tom trzeci” został opatrzony datą 30.11.1939, ale ze względu na wybuch wojny nie został wówczas wydany. W wydaniu z 1937 roku Kwiatkowski zdefiniował apologetykę totalną jako „systematyczne i krytyczne poznanie (samoobrony) podstaw historycznych chrystianizmu (jako religii objawionej) z punktu widzenia aksjologicznego (w sensie zarówno przedmiotowym jak i podmiotowym)”.
Do pełnej edycji dzieła doszło w latach 1954–1956. Dwie monografie wydane przed wojną otrzymały tytuły „Przedmiot” oraz „Metody” i zostały włączone do pierwszego tomu noszącego tytuł „Formalna systematyka najstarszej apologii chrześcijaństwa”. Dwie kolejne części stanowiły tom drugi pt. „Religijna świadomość Jezusa”. Oba tomy różniły się między sobą, przy czym drugi tom zdominował konstrukcję apologetyki. Jednym z efektów tego była zmiana definicji apologetyki totalnej, którą w trzecim wydaniu Kwiatkowski zdefiniował jako „krytyczne i systematyczne poznanie, z punktu widzenia aksjologicznego, przeprowadzonej przez Jezusa Chrystusa samoobrony siebie jako najwyższej wartości religijnej”.

## Założenia
Przy budowaniu systemu apologetyki totalnej Kwiatkowski przyjął obowiązujące dla nauk ścisłych kryteria naukowe. Postulował odłączenie apologetyki od nauk teologicznych, by mogła ona być oddzielną nauką. Teologię (głównie dogmatykę) widział bowiem jako dyscyplinę wierzeniową, subiektywną, a apologetyka nie mogła mieć według niego takiego charakteru. W związku z tym apologetyka mogła zaistnieć w ramach religioznawstwa; idąc za tym Kwiatkowski dokonał religioznawczej transpozycji różnych pojęć teologicznych. Przedmiot materialny apologetyki winien zostać zredukowany do autoapologii chrześcijaństwa (jako religii przewyższającej wszystkie inne religie) w zakresie tezy chrystologicznej i eklezjologicznej oraz tzw. aspektu aksjologicznego. W stosunku do tradycyjnej apologetyki nowy system zacieśnił przedmiot materialny i formalny, co spowodowało większą jedność systemu. Ważne według Kwiatkowskiego było wykazanie, że religijna świadomość Jezusa jest „istotnym i naczelnym pierwiastkiem chrześcijaństwa”.

### Apologetyka teoretyczna
Aby doprowadzić apologetykę do naukowej odrębności, należało wyodrębnić jej przedmiot materialny, sprecyzować przedmiot materialny i opracować metody. Apologetyka totalna, nazwana tak ze względu na oryginalne opracowanie przedmiotu formalnego, dokonuje historycznego wyświetlenia charakteru Kościoła oraz jego przystosowania do pragnień człowieka. Apologetyka totalna nie opierała się na klasycznej metafizyce, kładąc raczej nacisk na fenomenologię.
Apologetyka teoretyczna była obiektem krytyki ze strony takich recenzentów jak Sz. Szydelski czy S. Pomykała. Pierwszy zarzucał całemu systemowi apologetyki totalnej zbytnią teoretyczność, przez którą staje się ona „apologetyką dla apologetyki”. Pomykała natomiast zarzucał apologetyce teoretycznej chwiejność w przedstawianiu przedmiotu materialnego, który przeszedł jego zdaniem z apologii w rzeczywistość bronioną przez apologię.

### Apologetyka stosowana
Apologia stosowana była systemową weryfikacją apologii Jezusa z Nazaretu. W odpowiedzi na krytyczną analizę religijnej świadomości Jezusa Kwiatkowski podjął się egzegezy i historycznej weryfikacji całej Ewangelii. Mając na uwadze dyskusje na temat krytycznej rekonstrukcji apologii własnej Jezusa z Nazaretu Kwiatkowski poprzez analizy historyczno-literackie postawił za cel budowę krytycznej apologetyki poprzez rekonstrukcję i interpretację autoapologii Jezusa.
W swoich założeniach do apologetyki stosowanej Kwiatkowski przewidział także badania nad apologiami innych religii. Próbę takich badań nad apologią islamu podjął uczeń Kwiatkowskiego, Jerzy Nosowski.